# Dan Koehl

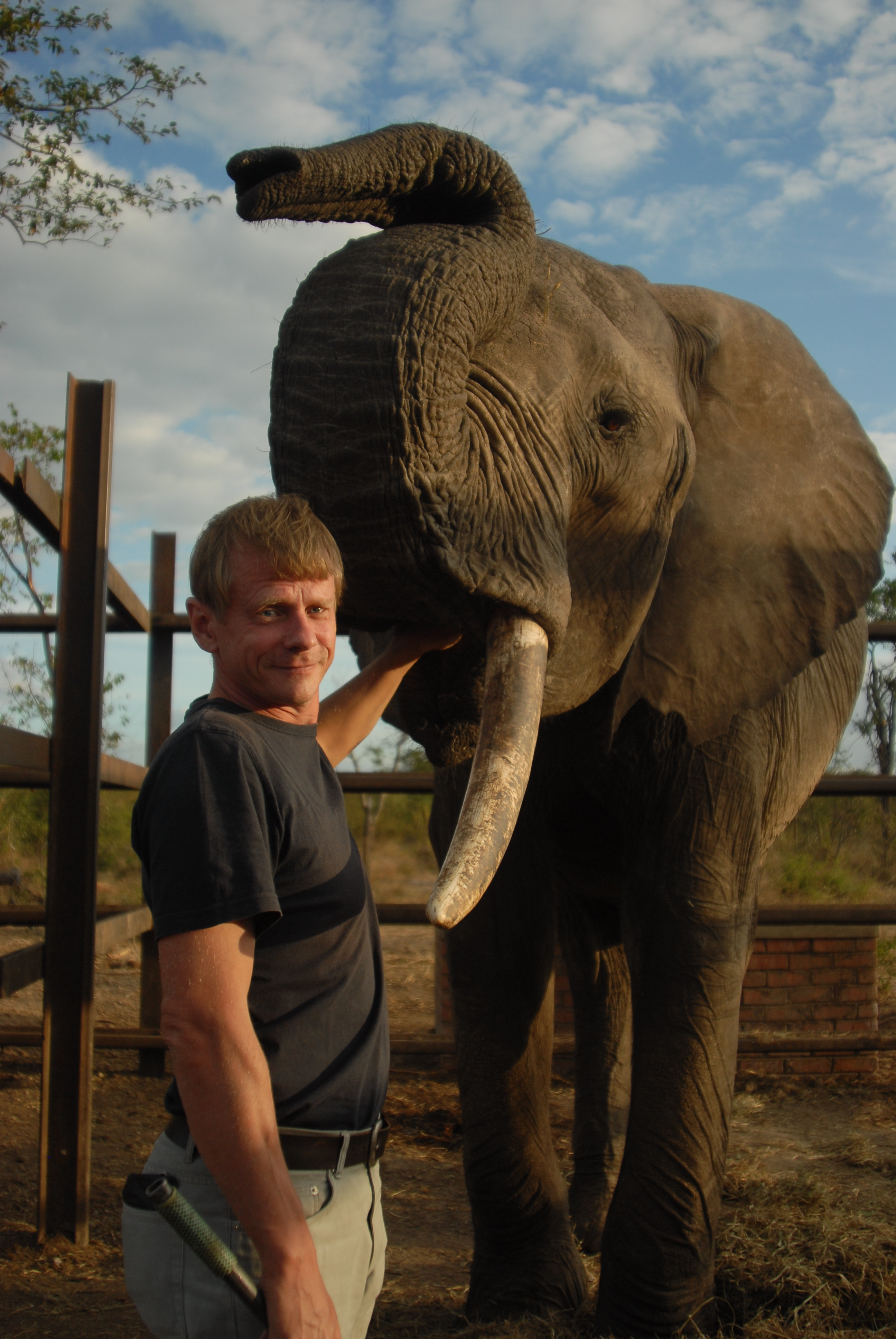
Dan Koehl mit Bonniface (2005)

Dan Albert John Koehl (* 28. Oktober 1959 in Stockholm) ist ein deutsch-schwedischer Tierpfleger, Elefantentrainer, Stallmeister und Programmierer. Als Entwickler der Elephant Encyclopedia (Elefantenenzyklopädie) wurde er als „einer der bekanntesten europäischen Elefanenexperten“ beschrieben.

## Leben und Wirken

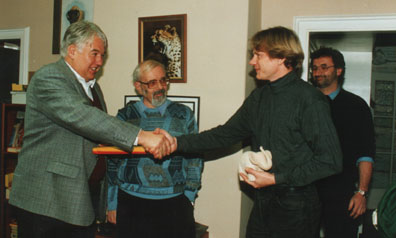
Tiergartendirektor Helmut Pechlaner und Kurator Kurt Kolar bei Koehls Abschiedsfeier im Tiergarten Schönbrunn (1998)

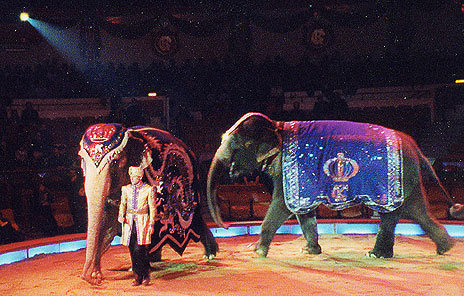
Dan Koehl beim Circus Krone (2001)

Dan Koehl ist das fünfte Kind der in Berlin geborenen Margot Fallai-Nordholm und Gösta Albert Köhl, Oberingenieur eines schwedischen Unternehmens. Er wuchs in Kalifornien und in Östermalm (Stockholm) auf. Als leidenschaftlicher Tierparkbesucher und Aquarianer absolvierte er eine Ausbildung in Tierhaltung und Aquaristik am Stockholmer Enskede gårds gymnasium. Parallel zu seinen anschließenden Studien an der Universität Stockholm und an der schwedischen Theaterschule Calle Flygare Teaterskola arbeitete er in Zooläden und als Hirte der königlichen Schafherde in Ladugårdsgärde. Es folgten Ausbildungen zum Mahut in Sri Lanka und Indien sowie in Elefantenmanagement und Elefantentraining im Zoo Hannover und im Tierpark Hagenbeck durch den Elefanten-Chefpfleger Karl Kock.
Seit den späten 1970er-Jahren arbeitete Dan Koehl weltweit als leitender Elefantenwärter, Stallmeister und Berater bei Zoos, Zirkussen und Ranches – in Europa im Skansen (Stockholm), im Cirkus Scott, im Zoo Borås djurpark, im Tiergarten Schönbrunn, im Zoo Dresden, Zoolandia (Finnland), im Parco Natura Viva (Italien), im Tierpark Kolmården, beim Circus Krone, im Tiergarten und Reiterhof Walding, im Zoo Karlsruhe und im Zoo Prag.
Als zwei Elefanten aus dem Tierpark Skansen in schlechtere Lebensbedingungen ins Ausland umgesiedelt werden sollten, beteiligte sich Koehl an einer Kampagne, die eine landesweite Debatte auslöste. Nach einigen heftigen Kontroversen wurden die Elefanten dennoch nach Cricket St Thomas Wildlife Park in England verschifft und starben dort vorzeitig.
Im Tierpark Kolmården wurde Koehl als „Königlicher Oberstallknecht“ mit der Betreuung zweier Elefanten beauftragt, einem Geschenk des Königs Bhumibol Adulyadej von Thailand an König Carl XVI. Gustaf.
Koehl engagierte sich in verschiedenen Tier-, Wildtierpflege- und Naturschutzstiftungen, die sich besonders auf Elefanten beziehen. Als stellvertreter Geschäftsführer der European Elephant Keepers and Managers Association (EEKMA) von 1998 bis 2008 arbeitete er an den Sicherheitsrichtlinien für das Elefantenmanagement (2002) mit und war Vorsitzender der Schwedischen Nationalen Union der Aquaristischen Gesellschaften (SARF).
Darüber hinaus diente Koehl als lizenzierter Seemann beim schwedischen Auxiliary Naval Corps sowie für zivile Zwecke auf See.
Koehl lebt seit 2010 in Phnom Penh, Kambodscha und hat einen Wohnsitz auf der schwedischen Insel Ljusterö.

## Elephant Encyclopedia – Elefantenenzyklopädie
Parallel zu Vorlesungen über Tierhaltung dokumentierte Dan Koehl die Forschung über Elefanten und schuf 1995 den Elephant Listserver elephant@Listserver.wineasy.se in Zusammenarbeit mit der Elephant Research Foundation (ERF) und deren Gründer Jeheskel Shoshani, der ihn bei der Erstellung eines FAQ-Abschnitts und mit zoologischer Forschung auf seiner Webseite Elephant Encyclopedia unterstützte.
Seit 2006 umfasst sie auch eine Datenbank, von Koehl erstellt mit MySQL und programmiert in PHP7. Es ist die weltweit größte Forschungsdatenbank zu einzelnen Elefanten, die von Journalisten, Organisationen und für wissenschaftliche Arbeiten genutzt wird, insbesondere auch in Bezug auf das Elefanten-Herpesvirus (EEHV, Elephant Endotheliotropic Herpes Virus) sowie hinsichtlich der Tumor-Suppression bei Elefanten, um daraus möglicherweise neue Erkenntnisse zur Krebsbekämpfung beim Menschen zu gewinnen.